# Mine de Safford
La mine de Safford  est une mine à ciel ouvert de cuivre située dans le comté de Graham en Arizona aux États-Unis. Elle appartient à Freeport-McMoRan.